# Saint-Sauveur (Dordogne)
Saint-Sauveur is een gemeente in het Franse departement Dordogne (regio Nouvelle-Aquitaine) en telt 606 inwoners (1999). De plaats maakt deel uit van het arrondissement Bergerac.

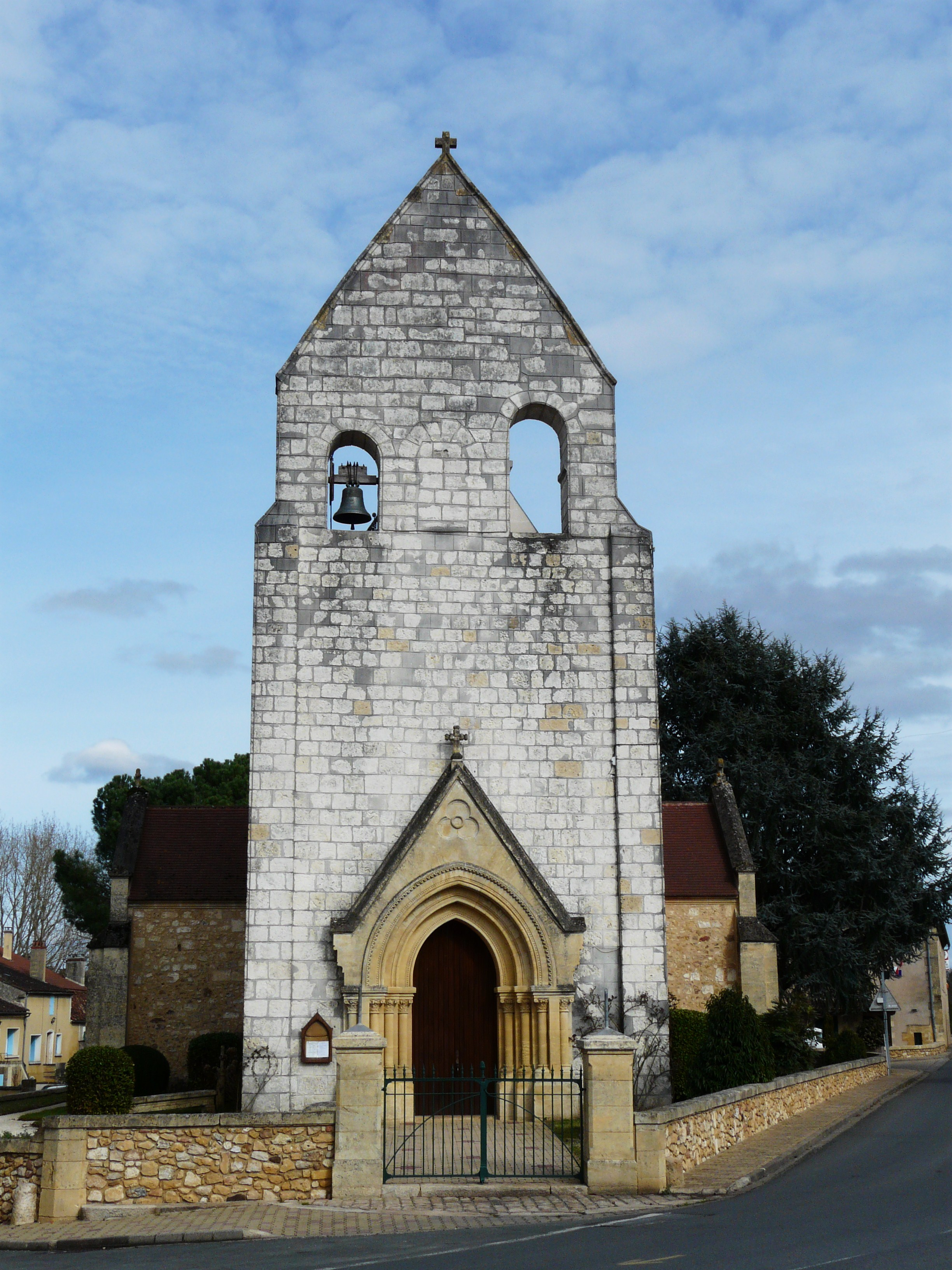
Kerk van Saint-Sauveur
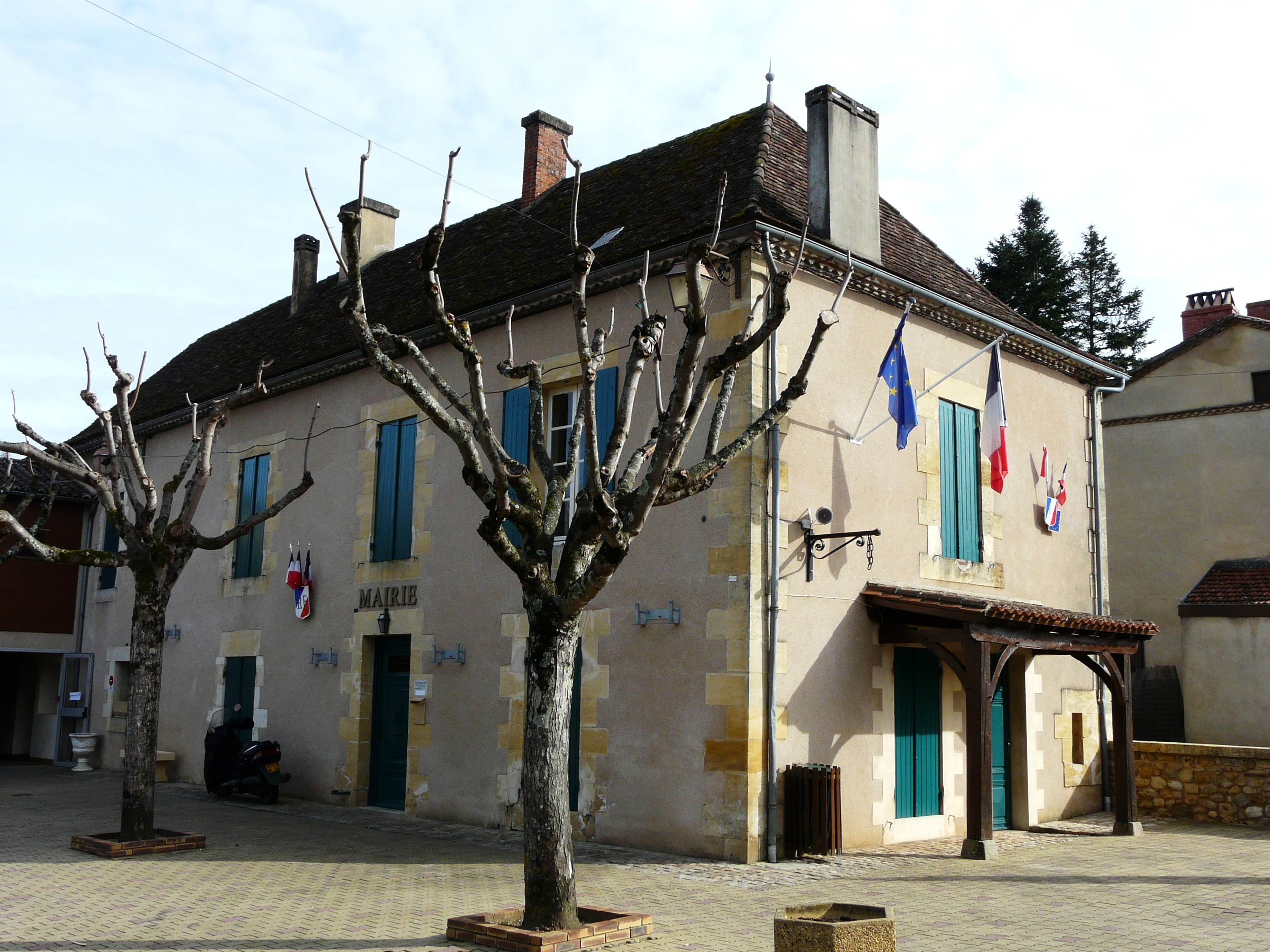
Gemeentehuis
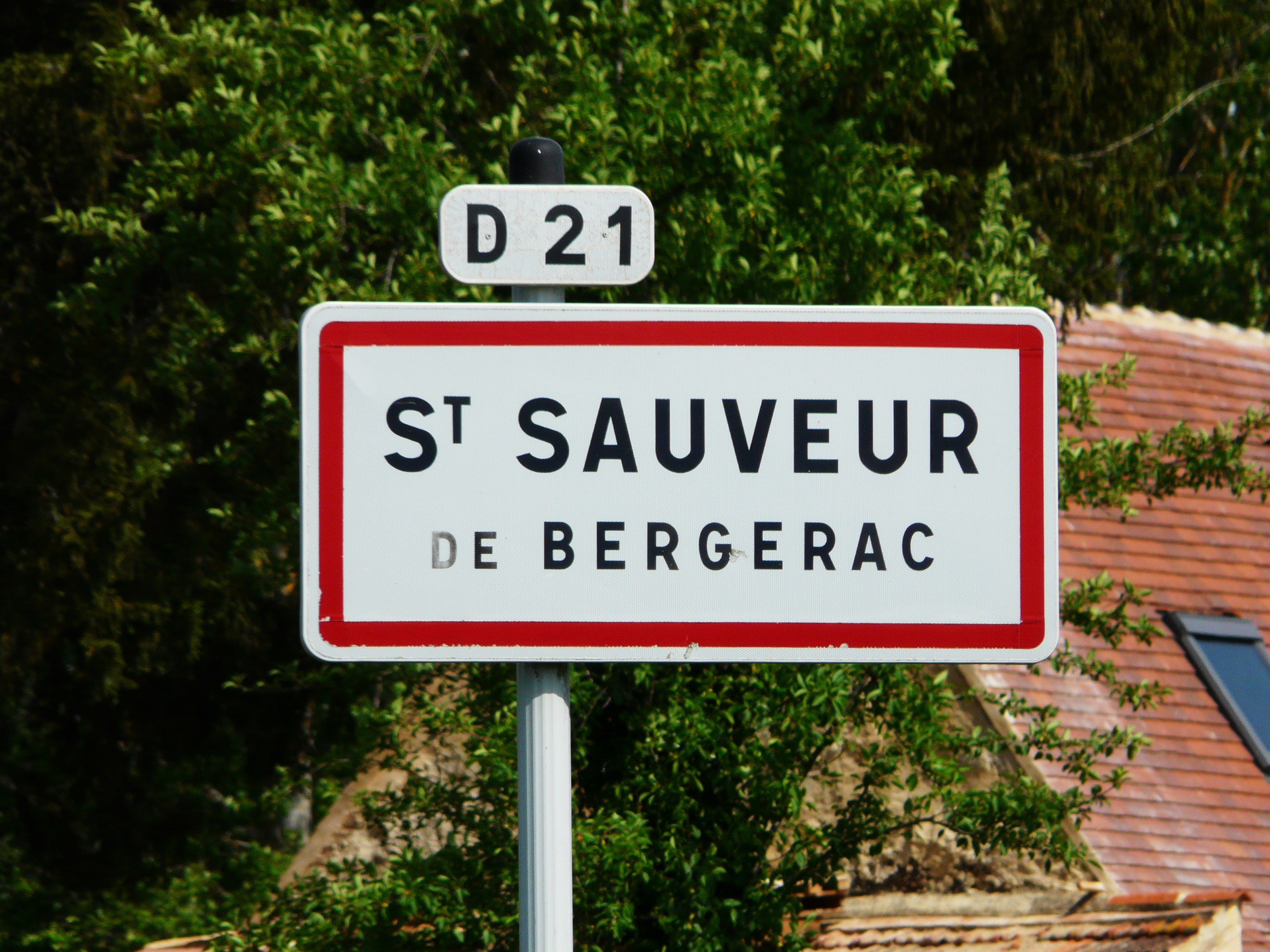
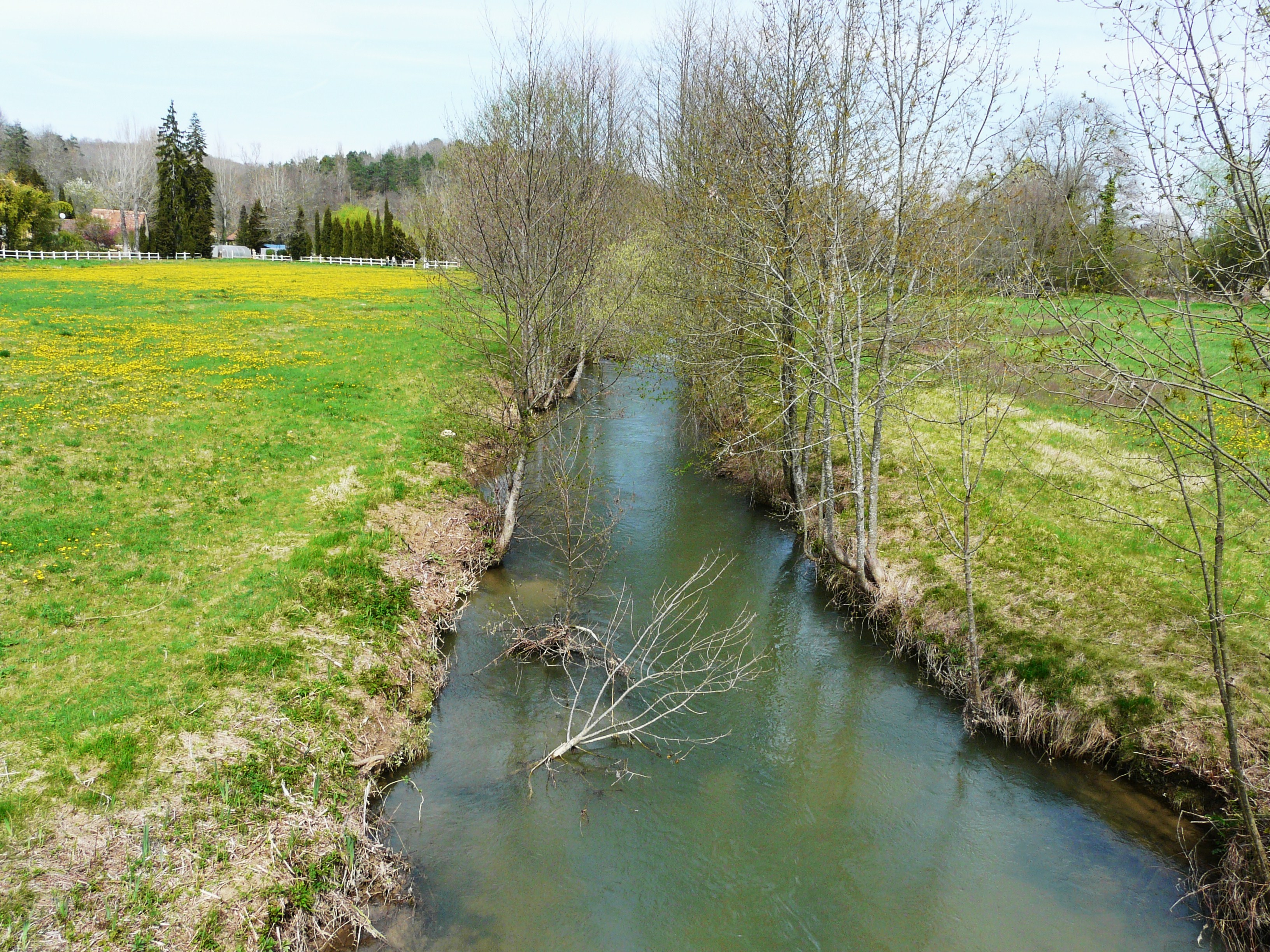
Omgeving

## Geografie
De oppervlakte van Saint-Sauveur bedraagt 9,3 km², de bevolkingsdichtheid is 65,2 inwoners per km².
De onderstaande kaart toont de ligging van Saint-Sauveur (Dordogne) met de belangrijkste infrastructuur en aangrenzende gemeenten.

## Demografie
Onderstaande figuur toont het verloop van het inwonertal (bron: INSEE-tellingen).

1. ↑  Populations de référence 2022.